# District de Guingamp
Le district de Guingamp est une ancienne division territoriale française du département des Côtes-du-Nord de 1790 à 1795.*
Il était composé des cantons de Guingamp, Belle-Ile-en-Terre, Bourbriac, Gurunhuel, Magoar, Montpligeaux, Pedernec, Pestivien et Ploagat.